# EDRAM
eDRAM (англ. embedded DRAM — встраиваемая DRAM) — DRAM-память на основе конденсаторов, как правило встраиваемая в ту же самую микросхему или в ту же самую систему, что и основной ASIC или процессор, в отличие от памяти SRAM на основе транзисторов, обычно используемой для кэшей и от внешних модулей DRAM.
Встраивание предусматривает использование более широких шин и более высоких скоростей работы чем при использовании дискретных DRAM модулей. При использовании eDRAM вместо SRAM на чипах, за счет более высокой плотности потенциально может быть реализовано примерно в 3 раза большее количество памяти на той же площади. В силу иной технологии, необходимой для создания памяти DRAM, в производство КМОП-чипов с eDRAM добавляется несколько дополнительных шагов, что удорожает производство.
eDRAM, как и любая другая DRAM память, требует периодического обновления хранящихся данных, что усложняет её по сравнению с SRAM. Однако, контроллер обновлений eDRAM может быть интегрирован в неё, и тогда процессор работает с памятью так же как с SRAM, например такой как 1T-SRAM.
eDRAM используется в процессорах корпорации IBM (начиная с POWER7) и во множестве игровых приставок, включая PlayStation 2 (4мб), PlayStation Portable, Nintendo GameCube, Wii, Wii U, Xbox 360 (10Мб), Xbox One и One S (32Мб), Zune HD, iPhone. А также в некоторых мобильных моделях процессоров компании Intel с архитектурой Haswell и десктопных Broadwell Intel Core 5-го поколения.